# ラシド・エト＝アトマン
ラシド・エト＝アトマン（Rachid Aït-Atmane、1993年2月4日 - ）は、フランス・ボビニー出身のサッカー選手。クサンティFC所属。ポジションはミッドフィールダー。
2016年リオデジャネイロオリンピックのアルジェリア代表メンバー。

## クラブ経歴
フランス・ボビニーで生まれ、ユース時代はRCランスで過ごした。2011-12シーズン、ランスのBチームデビューを飾ると、2013年6月4日、スポルティング・デ・ヒホンに移籍した。移籍後すぐにBチーム送りも同時に決まった。
2014年8月23日、セグンダ・ディビシオンのCDヌマンシア戦でトップチームデビュー。翌年7月10日には正式にトップチーム昇格が決まった。
エト＝アトマンのラ・リーガデビューは2015年8月23日だった。この日、スポルティング・ヒホンはレアル・マドリードと対戦し、78分、途中交代で1部初出場を果たした。2017年1月31日、セグンダ・ディビシオンのCDテネリフェにレンタル移籍した。
2018年1月19日、ワースラント＝ベフェレンにレンタル移籍。レンタルバック後、スポルティング・ヒホンとの契約を解消した。
2018年11月7日、ルーマニアのFCディナモ・ブカレストと1年契約を結んだ。2019年6月にクラブを退団。